# جنبه‌های سیاسی اسلام

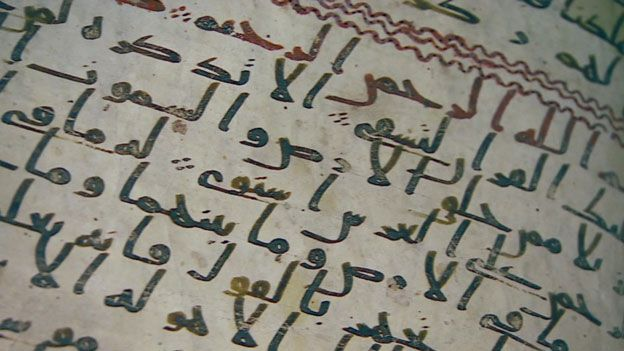
بخشی از نسخه خطی قران قرن هفتم که توسط دانشگاه بیرمنگام نگهداری می شود.

جنبه‌های سیاسی اسلام برگرفته از قرآن، احادیث و سنت‌ها (گزارش‌هایی از اقوال و عادت‌های زندگی منسوب به پیامبر اسلام در زمان حیاتش)، تاریخ اسلام و عناصر جنبش‌های سیاسی خارج از اسلام است. مفاهیم سیاسی سنتی در اسلام شامل رهبری توسط جانشینان منتخب یا منتخب محمد است که در اسلام سنی خلیفه و در اسلام شیعه به امامان معروف هستند. اهمیت پیروی از قوانین اسلامی (شریعت)؛ وظیفه حاکمان به مشورت با مردم (شورا) و اهمیت سرزنش حاکمان ظالم. علمای اسلامی ادعا می‌کنند که فقط خلافت و سلطنت مسلمانان «نظام‌های سیاسی اسلامی» مشروع هستند. و اگرچه گفتن بقیه سیستم‌های سیاسی ممنوع است، آنها اجازه می‌دهند که از آنها به عنوان راهی برای به قدرت رسیدن مسلمانان و ایجاد حکومت اسلامی استفاده شود.
تغییر مهم در جهان اسلام شکست و انحلال امپراتوری عثمانی (۱۹۰۸–۱۹۲۲) بود. در دوران مدرن (قرن ۱۹ تا ۲۰)، مضامین رایج سیاسی اسلامی مقاومت در برابر امپریالیسم غربی و اجرای قوانین شریعت از طریق مبارزه دموکراتیک یا اسلامی بوده‌است. رویدادهایی مانند شکست ارتش‌های عربی در جنگ شش‌روزه، فروپاشی اتحاد جماهیر شوروی، پایان جنگ سرد و سقوط کمونیسم به عنوان جایگزینی مناسب، باعث افزایش جذابیت جنبش‌های اسلامی مانند اسلام‌گرایی، بنیادگرایی اسلامی و دموکراسی اسلامی (به ویژه در زمینه شکاف و درگیری فرقه‌ای جهانی میان اهل سنت و شیعیان) شده‌است که نارضایتی مردم از رژیم‌های سکولار حاکم بر جهان اسلام اثر آن را دو چندان کرده‌است.